# 10 cm-es nehéz tábori löveg 18
A 10 cm schwere Kanone 18 (rövidítve 10 cm s. K. 18 vagy 10 cm sK 18, magyarul 10 cm-es nehéz tábori löveg 18) egy tábori löveg volt, melyet Németország használt a második világháború alatt. A német hadsereg szükségét látta egy új 10 cm-es tábori löveg és egy 15 cm-es tarack kifejlesztését, melyek egyazon alvázon alapulnak. A tábori lövegek nehezebbek voltak a tarackoknál a hosszabb lövegcső miatt. Ezen fejlesztés eredményeként jött létre a 15 cm sFH 18 tarack is. A két löveg közel azonos súlya miatt megosztozhattak az alvázon. 1926-ra a Krupp és a Rheinmetall is előállt különös tervezeteivel, majd 1930-ra a prototípusok is elkészültek, de 1933-34-ig nem állították szolgálatba. Mind a Krupp, mind a Rheinmetall pályázott a fejlesztési megbízásért, a Wehrmacht végül kiegyezett velük, a Krupp alvázát párosította a Rheinmetall lövegével.
Alkalmanként a német hadosztályok közepes tüzérzászlóaljait szerelték fel a löveggel (a 15 cm sFH 18 tarackkal együtt), de alapjában önálló tüzérségi zászlóaljakban harcoltak, illetve partvédelmi feladatköröket láttak el velük. Néhányat páncéltörő lövegként használtak a keleti front első ütközeteiben. 1945-ig nagyjából 1500 darabot gyártottak a típusból. A háború után az albán és a bolgár hadseregben szolgáltak.

## Fordítás
- Ez a szócikk részben vagy egészben  a(z)   10 cm schwere Kanone 18 című angol Wikipédia-szócikk ezen változatának fordításán alapul.  Az eredeti cikk szerkesztőit annak laptörténete sorolja fel. Ez a jelzés csupán a megfogalmazás eredetét és a szerzői jogokat jelzi, nem szolgál a cikkben szereplő információk forrásmegjelöléseként.